# Sofie Obel
Sofie Carstensen Obel (født 13. juni 1997 i Hasselager, Danmark) er en kvindelig dansk fodboldspiller, der spiller i forsvaret for AGF kvindehold i Gjensidige Kvindeligaen.
Obel har siden 2015 optrådt for de århusianske klubber VSK Aarhus og siden sommeren 2020 for overbygningen i AGF. Hun er fast spiller i klubbens startopstilling. Hun optrådte også for KoldingQ fra august 2014 til 2015.
Hun deltog i slutrunden for U/19-spillere 2015 i Israel, hvor hun dog kun var på banen i den ene gruppekamp mod værtsnationen.

## Meritter
- Elitedivisionen
  - Bronze: 2019